# Det är min hjärtas tro
Det är min hjärtas tro är en psalmtext.

## Publicerad i
- Sions Sånger 1951 nr 27.
- Sions Sånger 1981, nr 88 med titeln "Det är mitt hjärtas tro" under rubriken "Guds nåd i Kristus".